# Adolf Černý
Adolf Černý (ur. 19 sierpnia 1864 w Hradcu Králové, zm. 27 grudnia 1952 w Pradze) – czeski poeta i publicysta, profesor slawistyki w Pradze. Pod pseudonimem Jan Rokyta tworzył poezję. Dużą część swojego dorobku naukowego poświęcił Serbołużyczanom. W 1947 Uniwersytet Jagielloński w Krakowie nadał mu tytuł doktora honoris causa.

## Dzieła
- Různé (wšelakore) listy o Lužici (1894)
- Lužické obrázky (1890)
- Svatba(kwas) u Lužickych Srbů (1893)
- Lužice a Lužičtí Srbové (1912)
- Lužická otázka (prašenje) (1918)
- Wobydlenje Łužiskich Serbow (1889)
- Mythiske bytosće Łužiskich Serbow I. (1893)
- Stawizny basnistwa hornjołužiskich Serbow (1910)